# ロリーヌ・ファンリーセン
ロリーヌ・ファンリーセン（Laurine van Riessen、1987年8月10日 - ）は、オランダのスピードスケート選手、女子自転車競技トラックレース選手。2010年バンクーバーオリンピック・2014年ソチオリンピックスピードスケートオランダ代表、2016年リオデジャネイロオリンピック・2020年東京オリンピック自転車競技オランダ代表。2010年バンクーバーオリンピックのスピードスケート競技女子1000m銅メダリスト。

## 経歴
オランダ南ホラント州ライデン生まれ。当初、スピードスケートとして活動し2007年世界ジュニア選手権で2位となるなど頭角を現し、2010年バンクーバーオリンピックには500m・1000m・1500mの3種目に出場して、1000mでは銅メダルを獲得した。2014年ソチオリンピックには500mで11位に終わった。
2015年、スピードスケートトレーニングの一環としてやっていた自転車競技に転向、2016年リオデジャネイロオリンピックではスプリント・チームスプリント・ケイリンの3種目に出場し、チームスプリントで4位入賞を果たした。
2019年、日本のガールズケイリンに短期登録選手として参加し、5度の優勝を飾った。
2020年東京オリンピックにはケイリンとチームスプリントにエントリーし、チープスプリントで2大会連続となる4位入賞を果たした。。

## 主な戦績

### スピードスケート
2010年
- 2010年バンクーバーオリンピック
  - 500m - 19位
  - 1000m - 3位
  - 1500m - 17位

2014年
- 2014年ソチオリンピック
  - 500m - 11位

### 自転車
- 2016年リオデジャネイロオリンピック
  - ケイリン - 9位
  - スプリント - 13位
  - チームスプリント - 5位

- 2020年東京オリンピック
  - ケイリン - 落車棄権
  - チームスプリント - 4位